# Navidad sin fin
Navidad sin fin es una minitelenovela mexicana navideña producida por Eugenio Cobo en el año 2001 y 2002 para Televisa.
Protagonizada por Macaria, Jan, Alejandra Barros, Ignacio López Tarso, Nancy Patiño y Andrés Garza y las actuaciones antagónicas de Luis Couturier, Sergio Sánchez, Manuel "Flaco" Ibáñez, Silvia Mariscal, Isaura Espinoza, Rosa María Bianchi, Arsenio Campos y Elizabeth Álvarez.

## Argumento
Cuenta 3 historias distintas entrelazadas por los 3 sucesos importantes en la Navidad: la Nochebuena, el Año Nuevo y la llegada de los Reyes Magos; son vidas que coinciden y deberán unirse para rescatar los valores navideños familiares.
Todo comienza cuando Pedro, un humilde camionero, desconcierta a su madre Doña Reina al llegar a su casa acompañado por una niña llamada Angelita y su hermanito Rodito, a quienes encontró solos en la carretera. La pequeña les pide su ayuda, asegurándoles que su papá es un hombre muy importante que sabrá recompensar su bondad. Nadie parece saber de dónde vienen estos pequeños niños que, con sus miradas inocentes, tocan las puertas de los corazones de toda la gente que conocen. En un principio, algunas personas, como la gruñona Doña Reina, se resistirán a dejarlos entrar. Otros, como la dulce Verónica y un valiente muchachito llamado Manuel, les abrirán las puertas de par en par, mientras que villanos, como la insensible Julieta, el cruel Señor Darro y el corrupto José Luis, les negarán la entrada a sus helados corazones. Durante tres semanas seguiremos las emocionantes y conmovedoras aventuras de los no siempre niños Angelita y Rodito... sin olvidar a Gabriel, su osito de peluche. Nos asombraremos al conocer su verdadera identidad y a la sombra maligna que los persigue y amenaza con destruirlos. 
Conoceremos al rico y avaro Don Alberto, que busca a los niños para hacerse de mayor poder y riqueza; a la bondadosa Doña Matilde, cuya profunda tristeza le ha robado el deseo de vivir; al Padre Miguel, un sacerdote que se dedica a hacer el bien a pesar de haber perdido la fe; a Alejandra, una pobre mujer que trabaja como mesera para mantener a su hijo enfermo, y a un alegre chofer llamado Pancho, lleno de optimismo y amor. Viviremos momentos escalofriantes ante la presencia del terrible Señor Lam. Nos conmoverá el amor imposible y el sacrificio de Casimiro. Entraremos en la vida de un amable hombre de la tercera edad llamado Jacinto y su nieto Ernesto, cuya alma se encuentra en grave peligro. Sufriremos el abandono de la anciana Blanca, despojada de sus bienes y encerrada en un asilo, y la amargura de Berenice, una enfermera que ha olvidado su vocación. Angelita y Rodo (y claro, su osito Gabriel) tocarán las vidas de cada uno de ellos y la nuestra propia, para llevar hasta nuestros hogares un bello mensaje de paz y misericordia que será el mejor para toda la familia...

## Elenco
- Macaria ... Angelita
- Jan ... Rodito
- Alejandra Barros ... Angelita
- Ignacio López Tarso ... Rodito
- Nancy Patiño ... Angelita
- Andrés Garza ... Rodito
- Sara Cobo ... Marisela
- Fernando Colunga ... Pedro Montes
- Ana Martín ... Teófila
- Ivonne Corona ... Verónica
- Alejandra Procuna ... Julieta Moreno
- Eduardo Rivera ... José Luis
- Manuel "Flaco" Ibáñez ... Darro
- Jorge De Silva ... Felipe
- Eugenia Avendaño ... Cleotilde
- Carmelita González ... Natividad
- Silvia Mariscal ... Doña Isabel
- Raúl Magaña ... Mauricio
- Blanca Sánchez ... Matilde de Solares
- Nora Salinas ... Alejandra
- Naydelin Navarrete ... Claudia
- Elizabeth Álvarez ... Yolanda
- Rosa María Bianchi ... Josefina
- Arsenio Campos ... Carmelo
- Xavier López "Chabelo" ... Padre Miguel
- Gustavo Aguilar ... Ludovico
- Roberto Ballesteros ... Casimiro
- Yadhira Carrillo ... Toñita
- Marlene Favela ... Cuquis Ibarra
- Gerardo Murguía ... Sebastián Arriola
- Luz María Aguilar ... Blanca Alarcón
- Rossana Ruiz ... Margarita
- Luis Couturier ... Lam
- Isaura Espinoza ... Teresa Alarcón
- Claudia Cervantes ... Nora
- Pablo Cobo ... Niño 1
- Marco A. Maldonado ... Niño 2
- Jiovanny ... Niño 3
- Odín Dupeyrón ... La Fiera
- Janina Hidalgo ... Berenice
- Amor Huerta ... Consuelito
- Constanza ... Niña 1
- Déborah Reyes ... Niña 2
- Itzel Torres ... Niña 3
- Daniela Ibáñez ... Mónica Alarcón
- Benjamín Islas ... Chofer 1
- Ana Bertha Lepe ... Reina
- Luis Fernando Madriz ... Josué
- Moisés Manzano ... Vicente
- Claudia Mendoza ... Rosita
- Iliana Monserrat ... Camila
- Julio Monterde ... Agustín
- Úrsula Montserrat ... Laila
- Jorge Muñiz ... Francisco Gavilán Reyes "Pancho"
- Ramiro Torres ... Manuel
- Jorge Trejo ... Rigoberto
- Roberto Navarro ... Tino
- Héctor Ortega ... Gregorio Robles
- Polo Ortín ... Jacinto
- Pablo Osuna ... Ernesto
- Baltazar Oviedo ... El Cachuchas
- Adalberto Parra ... El Tripas
- Rosita Pelayo ... Lola
- Juan Peláez ... Solís
- Eduardo Reséndiz ... Policía 1
- Ricardo Schmall ... Policía 2
- Arturo Posada ... Nico
- Sergio Sánchez ... Alberto Morante De la Peña
- Vilma Traca ... La Pelos
- Eduardo Vaughan ... Matías
- Pedro Weber "Chatanuga" ... Lencho
- Rodolfo de Alejandre ... El SopeHud
- Valentina Cuenca ... Malena
- Óscar Alberto Torres ... Juanito
- Mariana Castillo ... María
- Adriana Rojo
- Alejandro de la Vega
- Anna Sobero
- Armando Rodríguez
- Bibelot Mansur
- Claudio Sorel
- Darwin Solano
- Eduardo Lugo
- Erik Guecha
- Esther Barroso
- Esther Diez
- Irving Jiménez
- Javier Yerandi
- José Luis Llamas
- Karla Musalem
- Laura Galván
- Maripaz García
- Monique Vargas
- Olga Rinzo
- Rodolfo Vélez
- Rodrigo Trosino
- Sebastián Castro
- Yirelka Zambrano